# Список фьордов Исландии
Это список фьордов Исландии, отсортированный по часовой стрелке, начиная с юго-западного побережья острова. Берега многих из них заселены, остальные стали необитаемы в последние десятилетия из-за оттока населения (в основном по экономическим причинам).
Названия фьордов транскрибированы согласно инструкции по русской передаче географических названий Исландии и правил практической транскрипции имен и названий. 
В списке приведено около 120 фьордов. Различные списки исландских фьордов могут разниться в зависимости от того, как определяется слово «фьорд». Общепринятое определение фьорда — узкий, извилистый и глубоко врезающийся в сушу морской залив со скалистыми берегами. Согласно исландскому определению фьорд (исл. fjörður) — это любая морская акватория, которая врезается вглубь суши и обычно больше по длине, чем по ширине. Если длина не больше ширины, то такая акватория называется бухтой (исл. vík) или заливом исл. vogur). Большой и широкий фьорд, часто содержащий внутренние фьордовые комплексы, называется флоуи (исл. flói).

## Фахсафлоуи
Фьорды залива Фахсафлоуи (исл. Faxaflói)
- Стакс-фьорд (исл. Stakksfjörður)
- Хабнар-фьорд (исл. Hafnarfjörður) Hafnarfjörður
- Скерья-фьорд (исл. Skerjafjörður) is:Skerjafjörður
- Кодла-фьорд (исл. Kollafjörður)
- Хваль-фьорд (исл. Hvalfjörður)
- Грюнна-фьорд (исл. Grunnafjörður)
- Боргар-фьорд (исл. Borgarfjörður) is:Borgarfjörður
  - Кистю-фьорд (исл. Kistufjörður) is:Kistufjörður
- Стрёйм-фьорд (исл. Straumfjörður)
- Хавюрс-фьорд (исл. Hafursfjörður)

## Брейда-фьорд
Фьорды залива Брейда-фьорд (исл. Breiðafjörður)
- Грюндар-фьорд (исл. Grundarfjörður)
- Уртхвала-фьорд (исл. Urthvalafjörður)

- Селья-фьорд (исл. Seljafjörður)

- Хрёйнс-фьорд (исл. Hraunsfjörður)

- Кольграва-фьорд (исл. Kolgrafafjörður)

- Вигра-фьорд (исл. Vigrafjörður)
- Аульфта-фьорд (исл. Álftafjörður)
- Хвамс-фьорд (исл. Hvammsfjörður) is:Hvammsfjörður
- Гильс-фьорд (исл. Gilsfjörður) is:Gilsfjörður
- Кроукс-фьорд (исл. Króksfjörður) is:Króksfjörður
- Берю-фьорд (исл. Berufjörður) is:Berufjörður (Barðaströnd)
- Торска-фьорд (исл. Þorskafjörður) is:Þorskafjörður
  - Дьйюпи-фьорд (исл. Djúpifjörður) is:Djúpifjörður
  - Гювю-фьорд (исл. Gufufjörður) is:Gufufjörður
- Кодла-фьорд (исл. Kollafjörður) is:Kollafjörður (Barðaströnd)
- Квигиндис-фьорд (исл. Kvígindisfjörður) is:Kvígindisfjörður
- Скаульмар-фьорд (исл. Skálmarfjörður) is:Skálmarfjörður
  - Вахтар-фьорд (исл. Vattarfjörður)  is:Vattarfjörður
- Кедлингар-фьорд (исл. Kerlingarfjörður) is:Kerlingarfjörður
  - Мьоуи-фьорд (исл. Mjóifjörður)  Mjóifjörður
- Кьяулька-фьорд (исл. Kjálkafjörður) is:Kjálkafjörður
- Ватнс-фьорд(исл. Vatnsfjörður) is:Vatnsfjörður (Barðaströnd)

## Западные фьорды
Фьорды запада — Вестфирдир (исл. Vestfirðir) (кроме Страндира и Бардастрёнда)
- Патрекс-фьорд (исл. Patreksfjörður) is:Patreksfjörður
  - Оуса-фьорд (исл. Ósafjörður)
- Таулькна-фьорд (исл. Tálknafjörður) is:Tálknafjörður
- Аднар-фьорд (исл. Arnarfjörður) is:Arnarfjörður
  - Сюдюрфирдир (исл. Suðurfirðir) is:Suðurfirðir
    - Фосс-фьорд (исл. Fossfjörður) is:Fossfjörður
    - Рейкьяр-фьорд (исл. Reykjarfjörður) is:Reykjarfjörður
    - Тростанс-фьорд (исл. Trostansfjörður) is:Trostansfjörður
    - Гэйртьоувс-фьорд (исл. Geirþjófsfjörður) is:Geirþjófsfjörður

  - Боргар-фьорд (исл. Borgarfjörður) Borgarfjörður
- Дира-фьорд (исл. Dýrafjörður)
- Энюндар-фьорд (исл. Önundarfjörður)
- Суганда-фьорд (исл. Súgandafjörður)
- Исафьярдардьюп (исл. Ísafjarðardjúp) is:Ísafjarðardjúp
  - Скютюльс-фьорд (исл. Skutulsfjörður) is:Skutulsfjörður
  - Аульфта-фьорд (исл. Álftafjörður)
  - Сейдис-фьорд (исл. Seyðisfjörður) Seyðisfjörður
  - Хест-фьорд (исл. Hestfjörður) is:Hestfjörður
  - Скётю-фьорд (исл. Skötufjörður) is:Skötufjörður
  - Мьоуи-фьорд (исл. Mjóifjörður) Mjóifjörður
  - Ватнс-фьорд (исл. Vatnsfjörður) Vatnsfjörður
  - Рейкьяр-фьорд (исл. Reykjarfjörður) Reykjarfjörður
  - Иса-фьорд (исл. Ísafjörður) Ísafjörður
  - Кальдалоун (исл. Kaldalón) is:Kaldalón
  - Йёкюльфирдир (исл. Jökulfirðir) is:Jökulfirðir
    - Лейрю-фьорд (исл. Leirufjörður) is:Leirufjörður
    - Храбнс-фьорд (исл. Hrafnsfjörður) is:Hrafnsfjörður
    - Лоуна-фьорд (исл. Lónafjörður) is:Lónafjörður
    - Вейдилейсю-фьорд (исл. Veiðileysufjörður)  Veiðileysufjörður
    - Хестейрар-фьорд (исл. ) is:Hesteyrarfjörður

## Северо-запад
Фьорды северо-запада — залива Хунафлоуи и побережья Страндира.
- Фюрю-фьорд (исл. Furufjörður) is:Furufjörður
- Таралаутюрс-фьорд (исл. Þaralátursfjörður) is:Þaralátursfjörður
- Рейкьяр-фьорд (исл. Reykjarfjörður nyrðri) is:Reykjarfjörður nyrðri
- Бьярднар-фьорд (исл. Bjarnarfjörður nyrðri) is:Bjarnarfjörður nyrðri
- Эйвиндар-фьорд (исл. Eyvindarfjörður) is:Eyvindarfjörður
- Оувейгс-фьорд (исл. Ófeigsfjörður) is:Ófeigsfjörður
- Ингоульфс-фьорд (исл. Ingólfsfjörður) is:Ingólfsfjörður
- Нордюр-фьорд (исл. Norðurfjörður) is:Norðurfjörður
- Рейкьяр-фьорд (исл. Reykjarfjörður) Reykjarfjörður
- Вейдилейсю-фьорд (исл. Veiðileysufjörður) Veiðileysufjörður
- Бьяднар-фьорд (исл. Bjarnarfjörður) is:Bjarnarfjörður
- Стейнгримс-фьорд (исл. Steingrímsfjörður) is:Steingrímsfjörður
- Кодла-фьорд (исл. Kollafjörður) Kollafjörður
- Битрю-фьорд (исл. Bitrufjörður) is:Bitrufjörður
- Хрута-фьорд (исл. Hrútafjörður)
- Мид-фьорд (исл. Miðfjörður)
- Хуна-фьорд (исл. Húnafjörður)

## Север
Фьорды среднего севера — Мид-Нордюрланда (исл. Mið-Norðurland)
- Скага-фьорд (исл. Skagafjörður)
- Сиглю-фьорд (исл. Siglufjörður) is:Siglufjörður
- Хьединс-фьорд[исл.] (исл. Héðinsfjörður)
- Оулавс-фьорд (исл. Ólafsfjörður) is:Ólafsfjörður
- Эйя-фьорд (исл. Eyjafjörður)
- Торгейрс-фьорд (исл. Þorgeirsfjörður) is:Þorgeirsfjörður
- Хвальватнс-фьорд (исл. Hvalvatnsfjörður) is:Hvalvatnsfjörður
- Скьяульванди (исл. Skjálfandi)

## Северо-восток
Фьорды северо-востока — Норд-Эйстюрланда (исл. Norðausturland)
- Эхсар-фьорд (исл. Öxarfjörður)
- Тистиль-фьорд (исл. Þistilfjörður) is:Þistilfjörður
  - Лоуна-фьорд (исл. Lónafjörður) Lónafjörður
- Баккафлоуи (исл. Bakkaflói) is:Bakkaflói
  - Финна-фьорд (исл. Finnafjörður) is:Finnafjörður
  - Мид-фьорд (исл. Miðfjörður) Miðfjörður
  - Бахка-фьорд (исл. Bakkafjörður) Bakkafjörður
- Вопна-фьорд (исл. Vopnafjörður) is:Vopnafjörður
  - Нипс-фьорд (исл. Nýpsfjörður) is:Nýpsfjörður
- Хьерадсфлоуи (исл. Héraðsflói) is:Héraðsflói

## Восточные фьорды
Фьорды востока — Эйстфирдир (исл. Austfirðir)
- Боргар-фьорд (исл. Borgarfjörður)
- Лодмюндар-фьорд (исл. Loðmundarfjörður) is:Loðmundarfjörður
- Сейдис-фьорд (исл. Seyðisfjörður) is:Seyðisfjörður
- Мьйоуи-фьорд (исл. Mjóifjörður) Mjóifjörður
- Нордфьярдарфлоуи (исл. Norðfjarðarflói) is:Norðfjarðarflói
  - Норд-фьорд (исл. Norðfjörður) is:Norðfjörður
  - Хедлис-фьорд (исл. Hellisfjörður) is:Hellisfjörður
  - Вид-фьорд (исл. Viðfjörður) is:Viðfjörður
- Рейдар-фьорд (исл. Reyðarfjörður) is:Reyðarfjörður
  - Эски-фьорд (исл. Eskifjörður) is:Eskifjörður
- Фаускрудс-фьорд (исл. Fáskrúðsfjörður) is:Fáskrúðsfjörður
- Стёдвар-фьорд (исл. Stöðvarfjörður) is:Stöðvarfjörður
- Берю-фьорд (исл. Berufjörður) is:Berufjörður
- Хамарс-фьорд (исл. Hamarsfjörður) is:Hamarsfjörður
- Аульфта-фьорд (исл. Álftafjörður)

## Юго-восток
Фьорды юго-востока — Сюдюр-Эйстюрланда (исл. Suðausturland)
- Лоунс-фьорд (исл. Lónsfjörður) is:Lónsfjörður
- Папа-фьорд (исл. Papafjörður) is:Papafjörður
- Скардс-фьорд (исл. Skarðsfjörður) is:Skarðsfjörður
- Ходна-фьорд (исл. Hornafjörður) is:Hornafjörður

## Юг и юго-запад
На плоском южном и юго-западном побережье Исландии отсутствуют фьорды и практически нет естественных бухт и заливов.